# ウェイクフィールド・トリニティ
ウェイクフィールド・トリニティ（Wakefield Trinity）は、イングランド、ウェストヨークシャー、ウェイクフィールドのプロラグビーリーグクラブである。スーパーリーグでプレーしている。1895年に北部ラグビーフットボール連合（NRFU）を結成した22クラブの1つである。1999年から2016年まではウェイクフィールド・トリニティ・ワイルドキャッツ（Wakefield Trinity Wildcats）と呼ばれていた。ホームスタジアムは1895年からベル・ビュースタジアムを使用している。ライバルはカッスルフォード・タイガーズとフェザーストーン・ローヴァーズである。ウェイクフィールドはこれまでに最高位リーグで優勝2回（1967年、1968年の連覇）を果たしている。
ウェイクフィールド・トリニティは1873年にHoly Trinity教会の男性グループによって創設された。

## タイトル

### リーグ
- ディビジョン1/スーパーリーグ:
  - 優勝 (2): 1966-67, 1967-68
  - 準優勝 (2):  1959-60,  1961-62
- ディビジョン2/RFLチャンピオンシップ:
  - 優勝 (2): 1903-04, 1998
  - 準優勝 (1):  1982-83
- RFLヨークシャーリーグ:
  - 優勝 (7): 1909–10, 1910–11, 1945–46, 1958–59, 1959–60, 1961–62, 1962–63

### カップ
- チャレンジカップ:
  - 優勝 (5): 1908-09, 1945-46, 1959-60, 1961-62, 1962-63
  - 準優勝 (3): 1913-14, 1967-68, 1978-79
- RFLヨークシャーカップ:
  - 優勝 (10):1910–11, 1924–25, 1946–47, 1947–48, 1951–52, 1956–57, 1960–61, 1961–62, 1964–65, 1992–93
  - 準優勝 (10): 1926-27, 1932-33, 1934-35, 1936-37, 1939-40, 1945-46, 1958-59, 1973-74, 1974-75, 1990-91
- RFUヨークシャーカップ:
  - 優勝 (4): 1879, 1880, 1883, 1887